# Myzostoma abundans
Myzostoma abundans is een ringworm uit de familie Myzostomatidae.
Myzostoma abundans werd in 1883 voor het eerst wetenschappelijk beschreven door Graff.